# Dům kultury (Teplice)
Dům kultury Teplice je budova kulturního domu v Teplicích vybudována mezi lety 1981–1986 podle návrhu architekta Karla Hubáčka a jeho spolupracovníků. Hlavní prostor objektu tvoří koncertní sál s kapacitou až 585 diváků. Funkční skladbu kulturního domu doplňují prostory společenského sálu, kina a dalších přidružených provozů.

## Výstavba
V roce 1978 vznikla v libereckém Stavoprojektu urbanistická studie centra Teplic od autorů Michala Brixe a Martina Rajniše, která měla za úkol stanovit koncepci rozvoje po nešťastné asanaci části starého města. Na tuto studii navázaly projekční práce na kulturním domě, kolonádě a přilehlém veřejném prostranství parku na Mírovém náměstí. Objekt kulturního domu byl vybrán jako vhodný pro ověření nového konstrukčního systému vyvinutého ve Výzkumném ústavu pozemních staveb v Praze a tím rovněž bylo zajištěno jeho financování. Projekční práce byly ukončeny v roce 1981.

## Budova

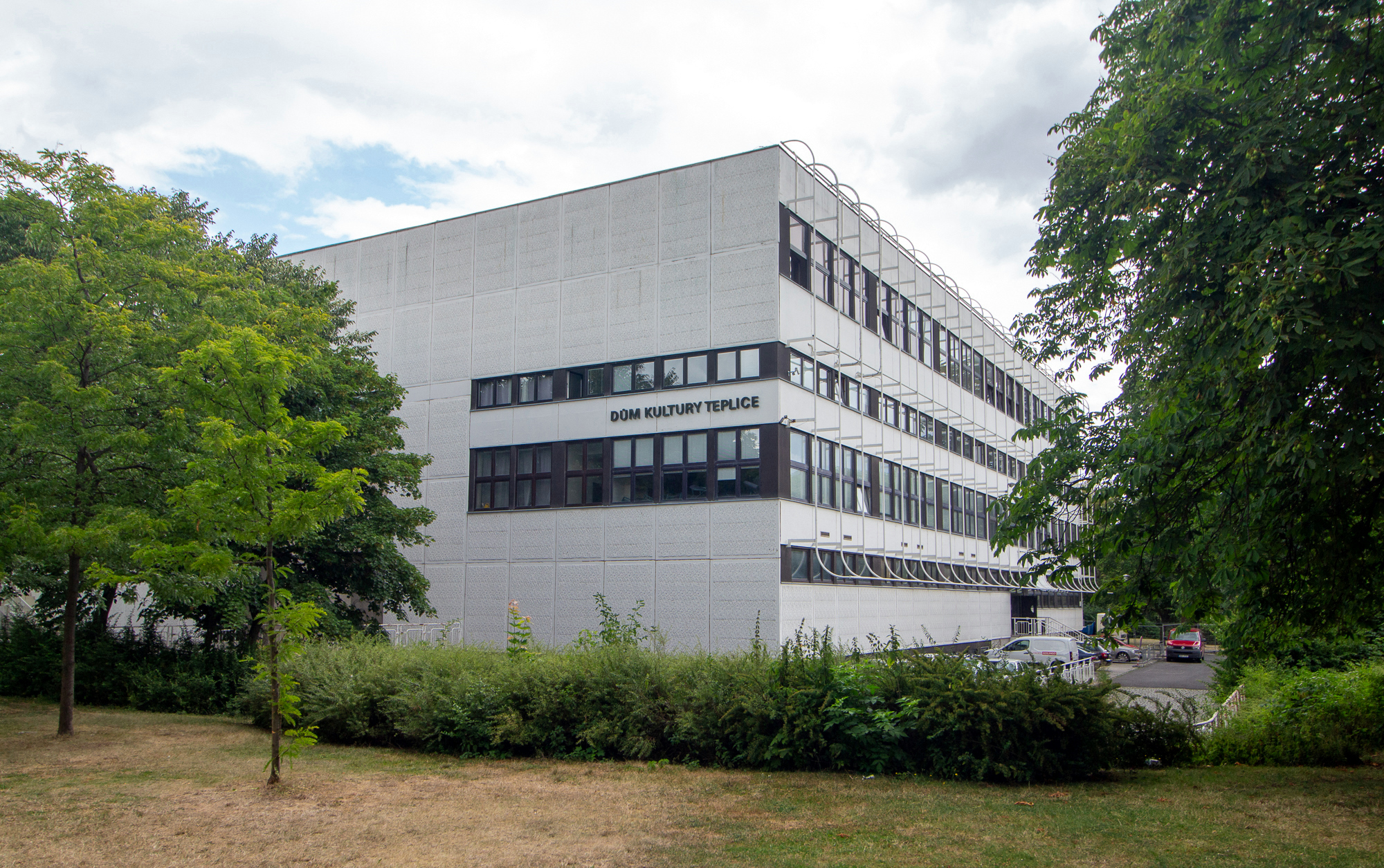
Dům kultury v Teplicích

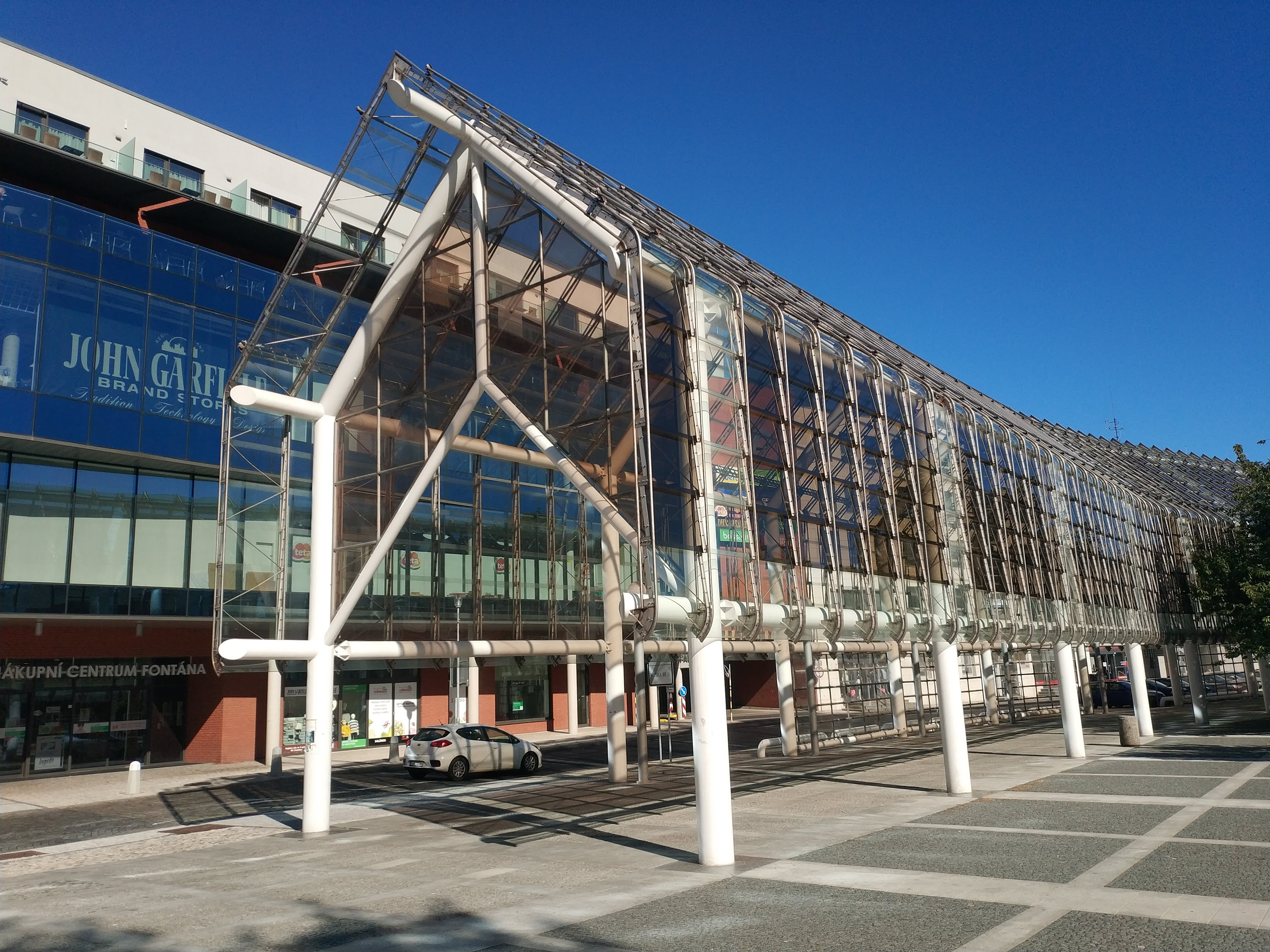
Krytá kolonáda u Domu kultury

Kulturní dům spolu s kolonádou tvoří rozhraní mezi historickým městem a lázeňskou oblastí Teplic. V architektonickém pojetí stavby jsou patrné vlivy mašinismu, brutalismu, neofunkcionalismu, ale i postmoderny. Architektonický výraz objektu je, v souladu typickým přístupem Karla Hubáčka, formován technickými požadavky, a to jak požadavky konstrukčního systému, tak požadavky provozu – například řešení akustiky hlavního sálu je do objemu exteriéru budovy propsáno segmentovým zaoblením střechy domu. Jižní fasáda obrácená k parku je členěna pásovými okny a soustavou slunolamů. Celkové architektonické vyznění domu kultury je silně svázané se souběžně projektovaným objektem kolonády od Otakara Binara.
V roce 2020 byl podán podnět na prohlášení budovy kulturní památkou.

### Umělecká výzdoba
V interiéru kulturního domu bylo instalováno několik uměleckých děl, z nichž mezi nejvýraznější patří kineticko-akustické dílo Vratislava Nováka ve schodišťovém prostoru. Ve vstupním foyer byla navržena, ale nakonec nerealizována, monumentální malba od Františka Ronovského.